# Museo diocesano (Bovino)
Il museo diocesano Castello di Bovino  è un museo diocesano che si trova a Bovino, in provincia di Foggia.
È stato aperto nel 1999 per volere di monsignor Giuseppe Casale, per conservare il patrimonio culturale della diocesi di Bovino. Chiuso nel 2006 per lavori di ristrutturazione, è stato riaperto il 23 aprile del 2008.
Il museo è ospitato negli ambienti del castello di Bovino, costruito da Drogone, conte di Puglia sui resti di una fortificazione romana e ampliato da Federico II. Nel XVII secolo fu trasformato in palazzo residenziale dai duchi di Guevara. Il complesso comprende una torre cilindrica normanna, sull'antico cassero, un cortile interno dove si innalza la torre dell'orologio, campanile con cella campanaria ottagonale su base quadrata.
Le sale museali sono ospitate in un'ala del palazzo ducale che comprende anche la cappella; questa ospita un reliquiario d'argento che custodisce il frammento di una spina della corona di Gesù.
Il museo ospita il tesoro della cattedrale dell'antica diocesi di Bovino, che comprende:
- un crocifisso in rame del XIV-XV secolo;
- un reliquiario a forma di braccio di san Marco del XV secolo;
- un ostensorio del XV secolo, opera di Pietro Vannini;
- una croce astile del XVI secolo;
- piviali e pianete del XVI secolo;
- una croce episcopale del XVII secolo.
- un calice del XVII secolo.

Vi sono inoltre ospitati due dipinti su tela del XVII secolo (San Sebastiano, attribuito a Mattia Preti, e Crocifissione di San Pietro) e statue della stessa epoca (Sant'Andrea, Arcangelo).